# Malá Hraštice
Malá Hraštice är en ort i Tjeckien.   Den ligger i regionen Mellersta Böhmen, i den centrala delen av landet, 30 km söder om huvudstaden Prag. Malá Hraštice ligger 357 meter över havet och antalet invånare är 725.
Terrängen runt Malá Hraštice är platt åt sydost, men åt nordväst är den kuperad. Runt Malá Hraštice är det ganska glesbefolkat, med 24 invånare per kvadratkilometer. Närmaste större samhälle är Mníšek pod Brdy, 6,7 km norr om Malá Hraštice. Omgivningarna runt Malá Hraštice är en mosaik av jordbruksmark och naturlig växtlighet.